# りすた
りすたは、北海道夕張市にある拠点複合施設である。

## 概要
- 2007年（平成19年）に夕張市は財政再建団体となった。市民の宝であった市立夕張図書館は廃止され、保健福祉センターの1階に図書コーナーが設置された[3]。
- 2020年（令和2年）3月に「笑顔と幸福がつながるまちの駅」をキャッチフレーズとして、南清水沢地区に再建計画初の公共施設として「りすた」が開館[3]。名称の由来は、夕張の「り」と駅の英語「STATION」の「STA（すた）」から。新たな「まちの駅」として出発することとなった[4]。
- 図書館機能は保健福祉センターから移転し、「りすた図書館」として再開[5]。他には行政窓口・各種申請・届け出・相談などが一元化になった南支所、多目的ホール、教育委員会が設置されている[6]。
- りすたの建設費は、夕張支線の廃線時にJR北海道が夕張市に支払った7億5千万円が主に充てられた。